# Andenne
Andenne (valonă Andene) este un oraș francofon din regiunea Valonia din Belgia. Orașul este situat pe malul fluviului Meuse. Comuna Andenne este formată din localitățile Andenne, Baronville, Coutisse, Landenne, Maizeret, Namêche, Sclayn, Seilles, Thon-Samson și Vezin. Suprafața sa totală este de 86,17 km². La 1 ianuarie 2008 comuna avea o populație totală de 24.815 locuitori. 
Comuna Andenne se învecinează cu comunele Fernelmont, Héron, Huy, Namur, Gesves și Ohey.

## Galerie

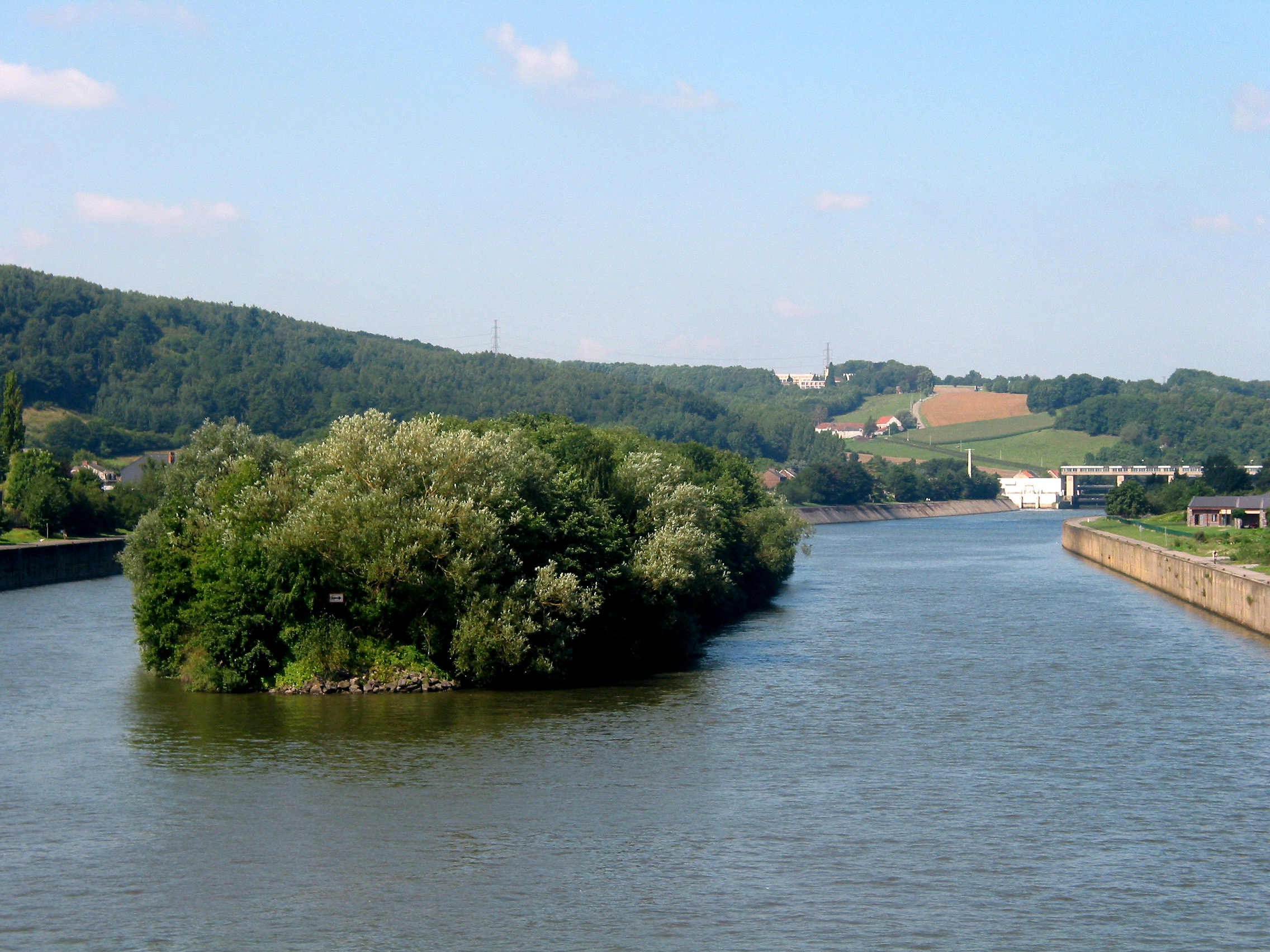
Râul Meuse.
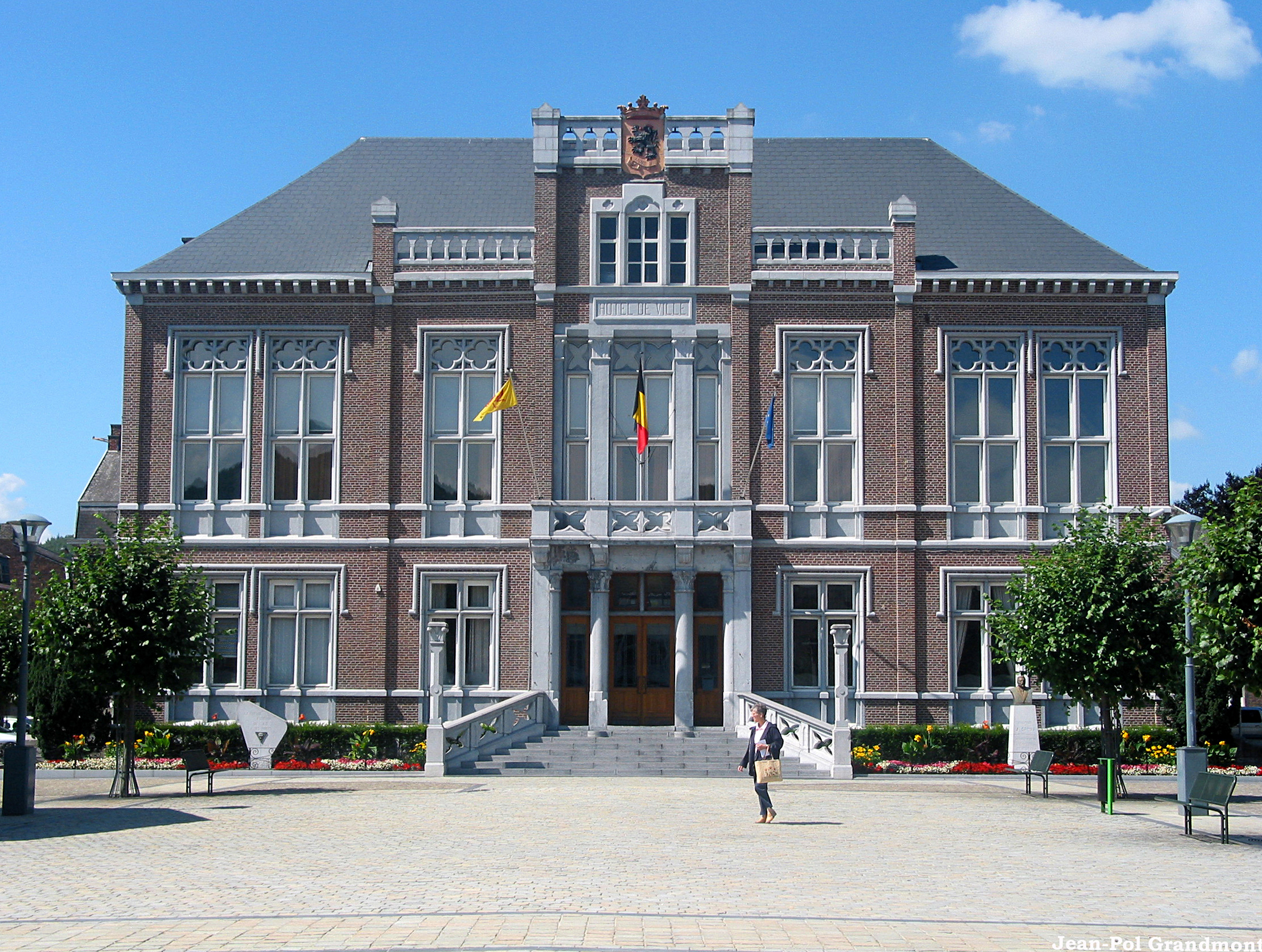
Primăria.
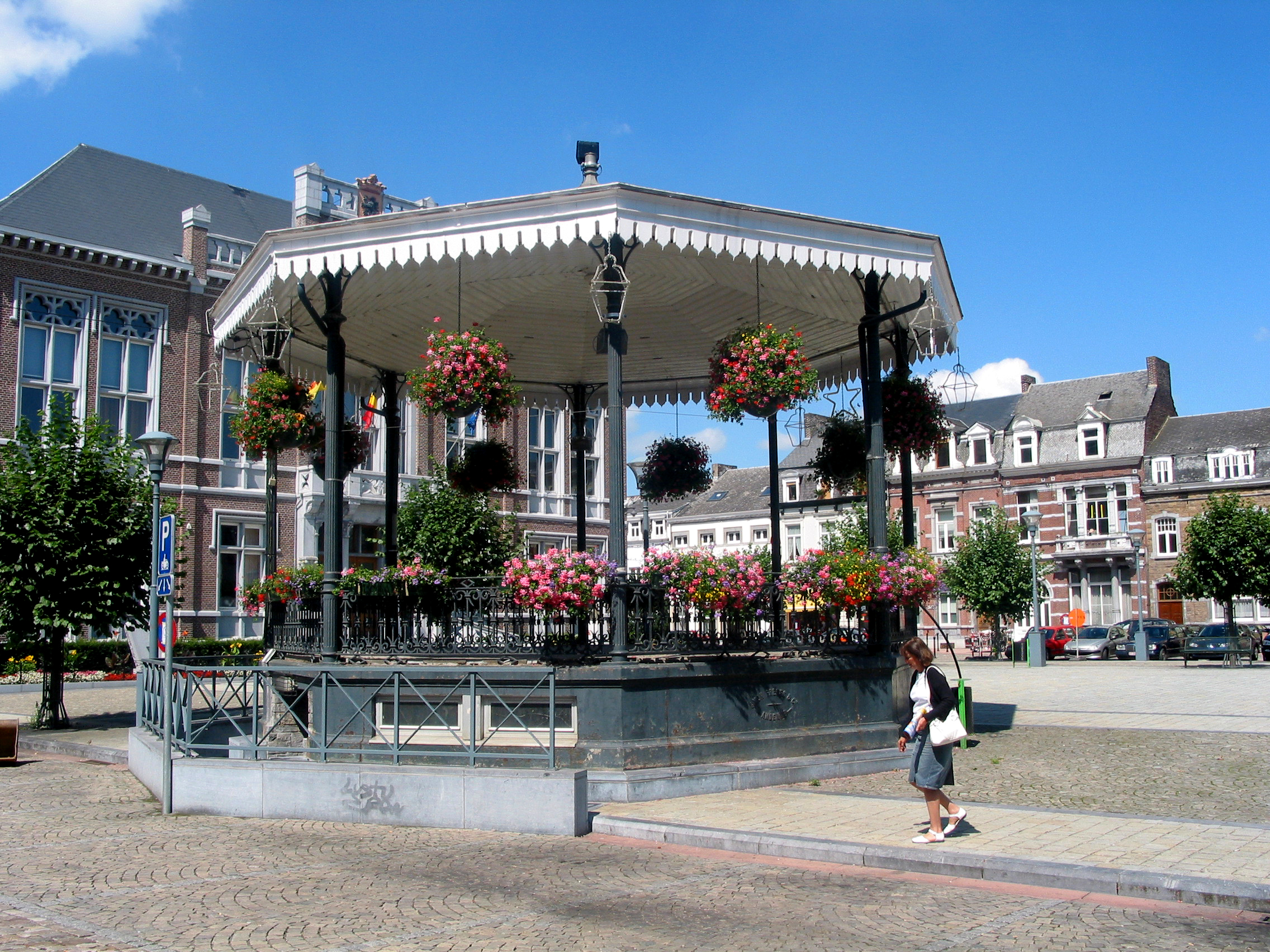
Place des Tilleuls - Cioșcul (1879).

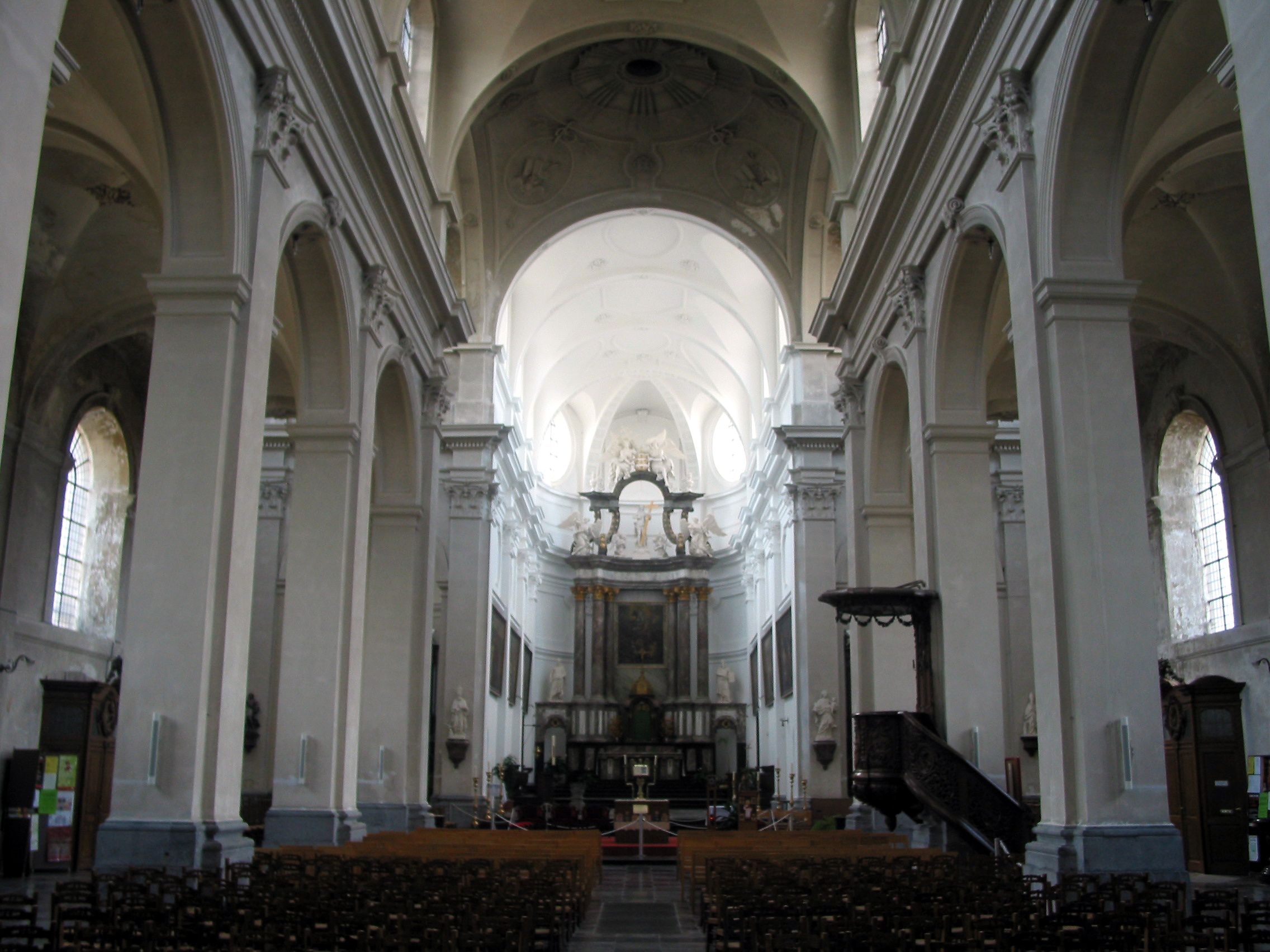
Interiorul catedralei St. Begge
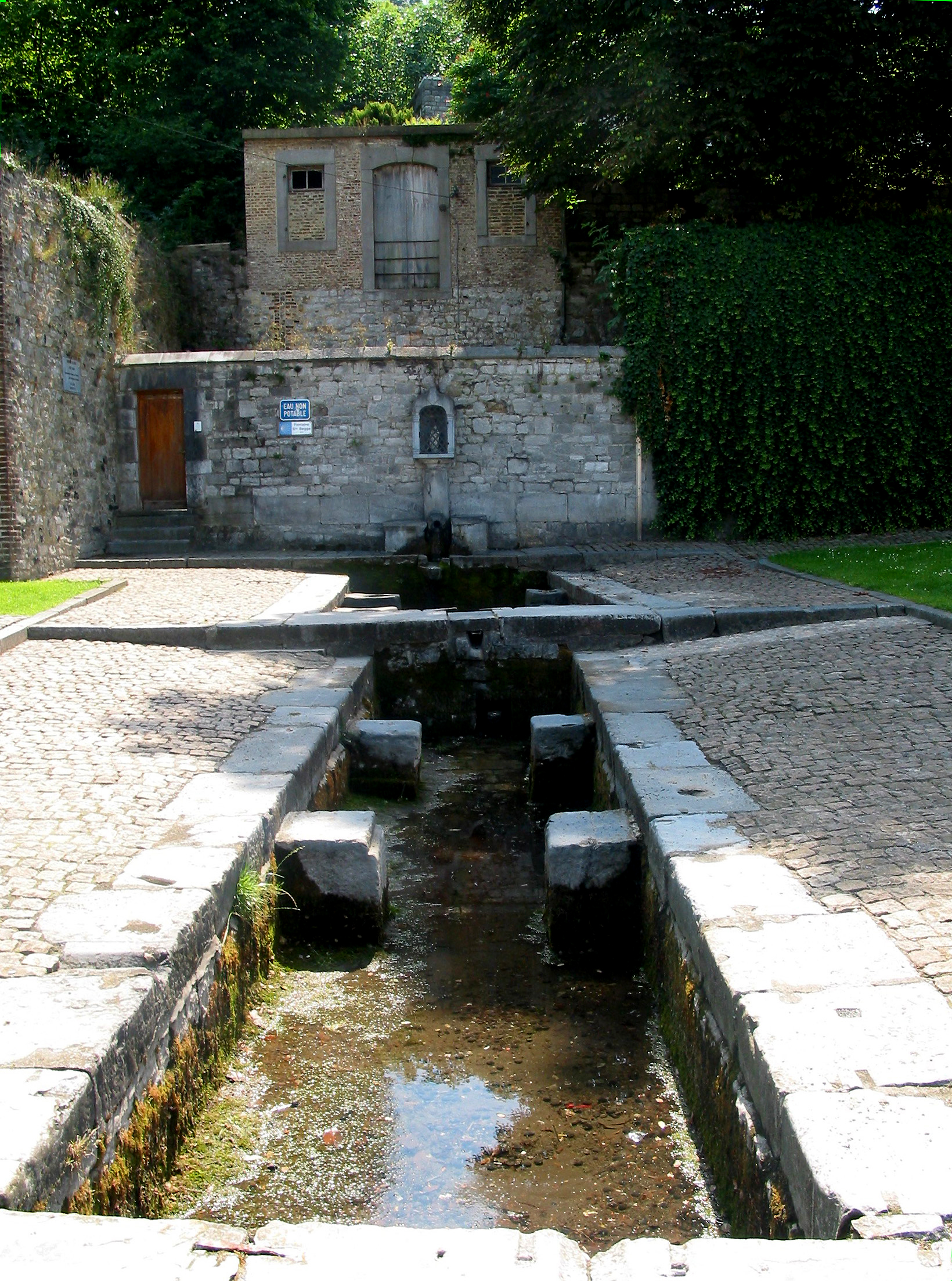
Fântâna St. Begge.
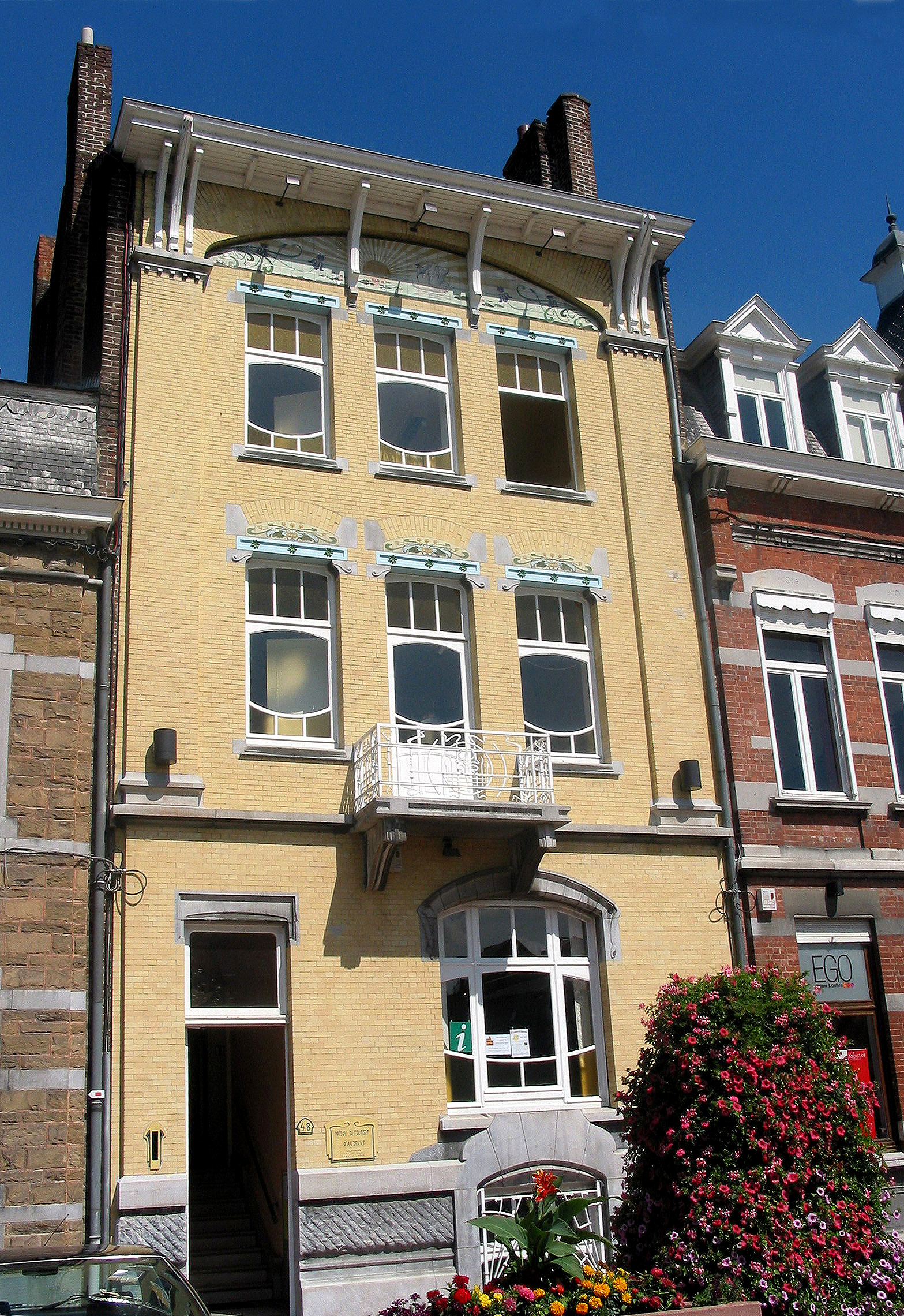
Oficul de Turism - Casă "Art Nouveau" (1907).

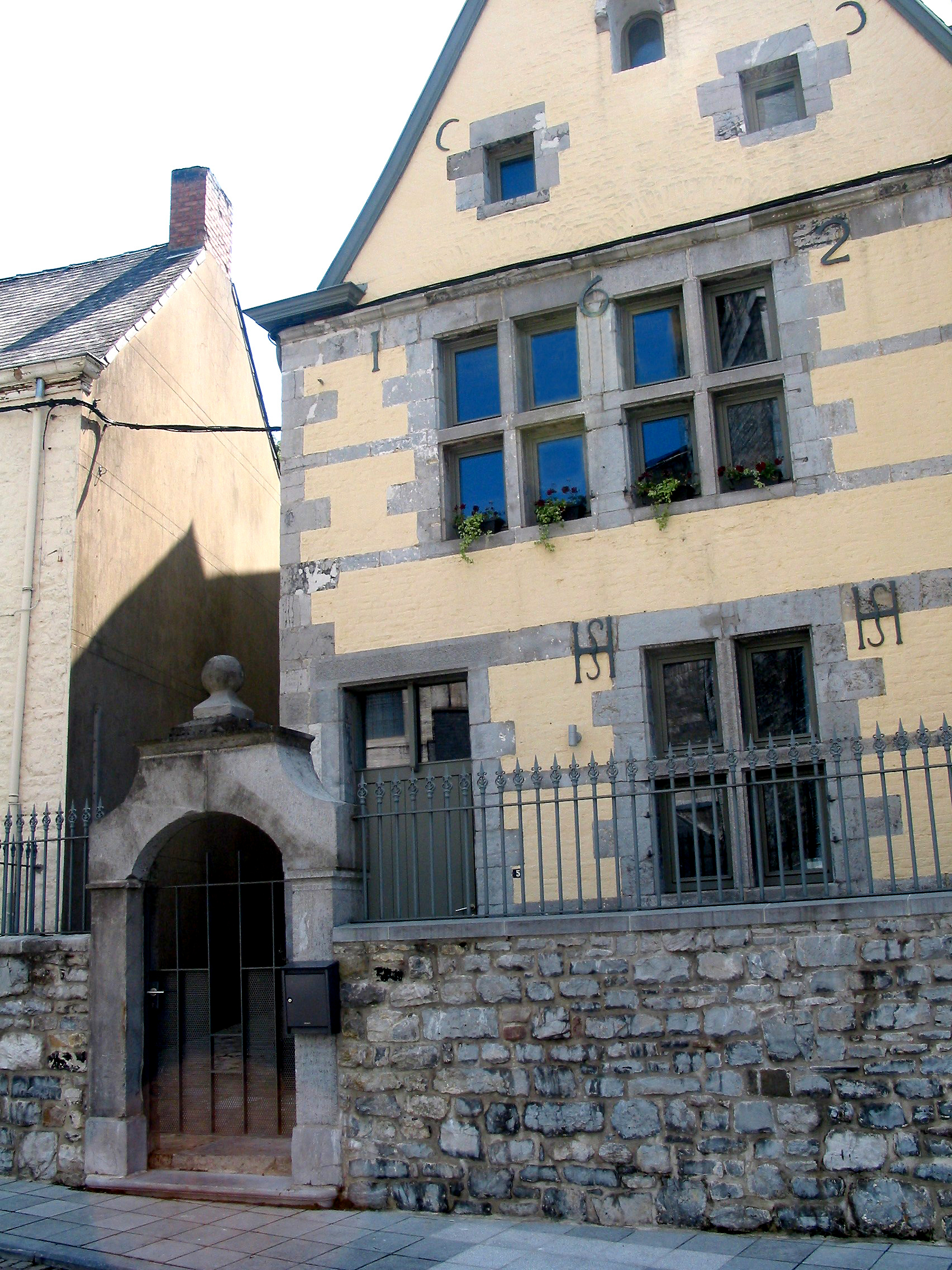
Casa St. Begge (1623).
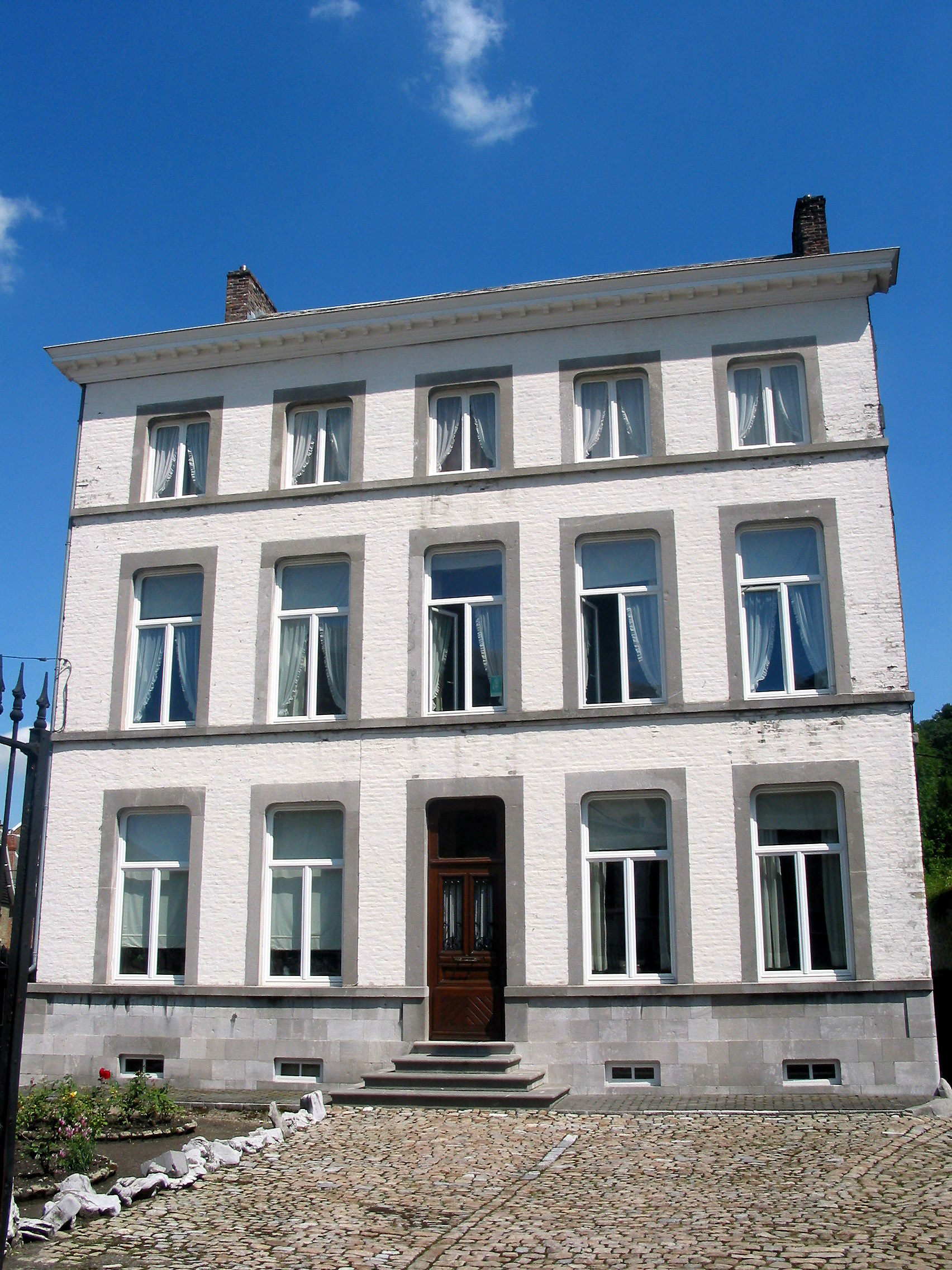
Casa "Maison de Chanoinesses".

## Localități înfrățite
- Franța: Chauny;
- Germania: Bergheim;
- Italia: Mottafollone.